# جون فيتزجيرالد
جون فيتزجيرالد هو لاعب كرة قدم كندي، ولد في 4 ديسمبر 1968 في تورونتو في كندا. شارك مع منتخب كندا لكرة القدم. أما مع النوادي، فقد لعب مع تورونتو بلِيزارد ‏.

## وصلات خارجية
- جون فيتزجيرالد على موقع الاتحاد الدولي (مؤرشف)  (الإنجليزية)
- جون فيتزجيرالد على موقع ناشيونال فوتبول تيمز (الإنجليزية)